# جولیو باتیفری
جولیو باتیفری (ایتالیایی: Giulio Battiferri؛ ‏ ۱۵ ژوئیهٔ ۱۸۹۳ – ۲۲ ژانویهٔ ۱۹۷۳) بازیگر اهل ایتالیا بود.
از فیلم‌هایی که وی در آن نقش داشته‌است، می‌توان به ترانه عاشقانه، شمشیر و صلیب، عمو هیاتیانت، تاکسی شب، گلادیاتور رم و سرت را بدزد، احمق! اشاره کرد.